# Шевченко (Канівський район)
Шевченко (рос. Шевченко) — хутір у Канівському районі Краснодарського краю.
Входить до складу Стародерев'янковського сільського поселення.

## Географія
Хутір розташований на річці Челбас.

### Влиці
- вул. Західна.

## Населення
За даними Всеросійської перепису, в 2010 році на хуторі проживало 57 осіб, а в 2002 році — на 5,3 % більше — 60 жителів.